# Cavalinha (peixe)
Cavalinha é o  nome dado em português a várias espécies de peixes pelágicos, geralmente de tamanho pequeno a médio.

## Espécies
Com o nome simples de cavalinha são conhecidos:
- Scomber japonicus (também conhecido pelo mesmo nome em Portugal)
- Scomber colias[1].
- Scomberomorus cavalla (também conhecido como cavala-verdadeira)
- Thyrsitops lepidopoides (também conhecido por cavalinha-do-norte)
- Decapterus macarellus (também conhecido como cavalinha-de-reis ou cavalinha-do-reis)

Apesar de pertencerem a três famílias diferentes, todas estas espécies são oceânicas: frequentam águas de elevada salinidade e não entram pelos canais de água salobra.